# 혼톨로지

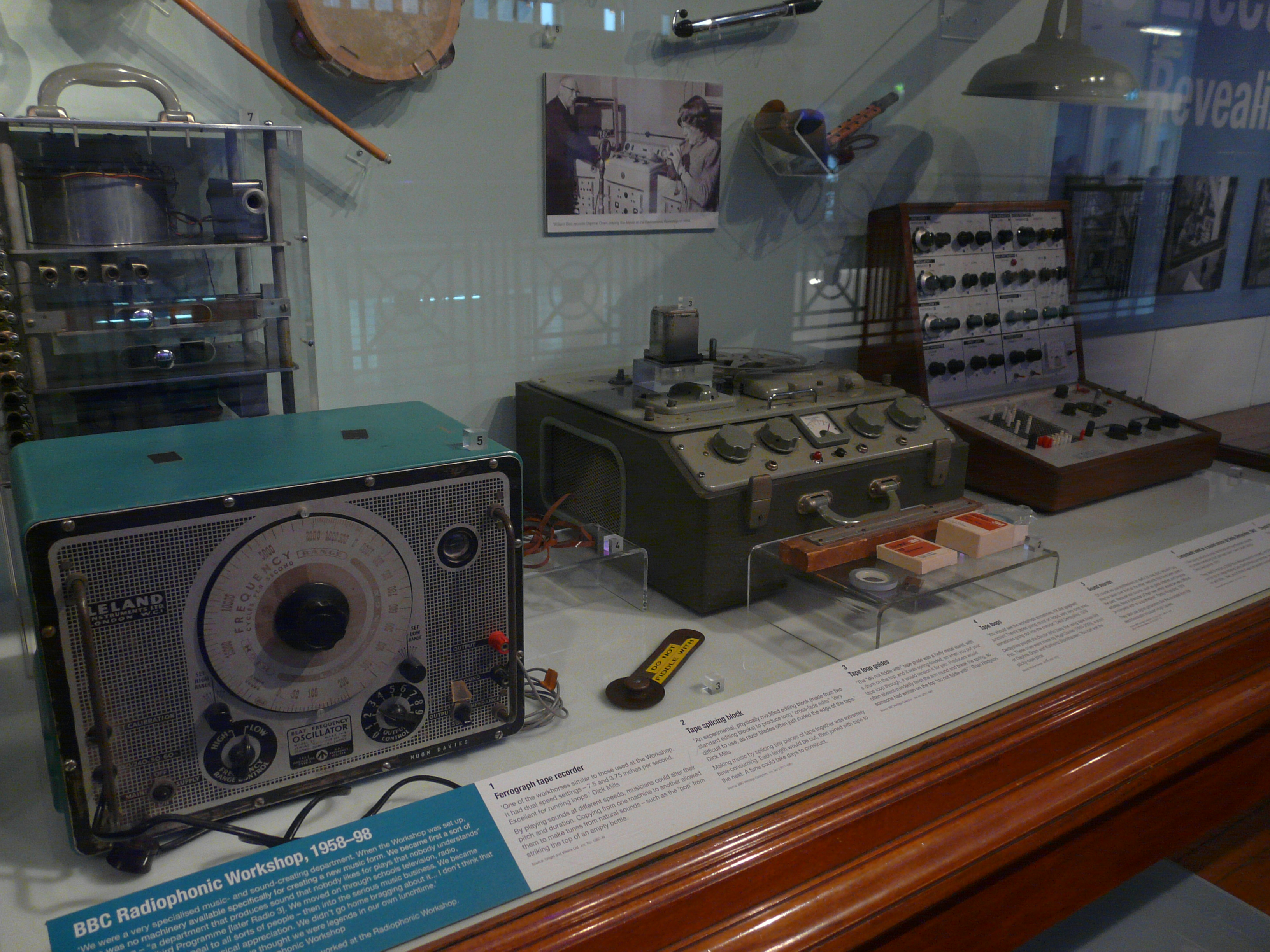
BBC 라디오포닉 워크숍에서 사용한 장비(사진)은 혼톨로지 음악가들에게 영향을 끼쳤다.

혼톨로지(Hauntology)는 문화적 기억과 미학을 불러 일으키는 음악 장르 또는 넓게 정의된 음악 스타일이다. 주로 2000년대 영국의 전자 음악가들 사이에서 만들어졌으며, 라이브러리 뮤직, 영화 및 TV의 사운드트랙, 사이키델리아 및 등을 포함한 1940년대에서 1970년대까지의 영국 문화의 요소를 주로 샘플링을 통해 만들어낸다.
혼톨로지라는 이름은 철학자 자크 데리다가 제시한 유령학(Hantologie)에서 파생되었으며, 2000년대 중반 음악 이론가인 사이먼 레이놀즈와 마크 피셔가 제시하였다. 혼톨로지는 영국의 음반사 고스트 박스나 음악가 케어테이커, 베리얼, 필립 젝과 같은 음악가와 많이 언급되며, 음악 장르인 힙나고직 팝이나 칠웨이브는 혼톨로지에서 유래했다.

## 특징
혼톨로지 음악은 주로 영국의 전자 음악 트렌드와 관련이 있지만, 과거의 미학과 관련된 모든 예술에 적용될 수 있다. 이러한 경향은 복고미래주의의 개념과도 연관되는데, 이는 음악가가 "오래된 음악 기술의 사운드"를 활용해 과거를 불러일으킬 수 있기 때문이다. 또한 이러한 추세는 문화적 기억을 일으키기 위해 오래된 음악의 음원을 샘플링하는 것과도 관련이 있다. 영국의 음악 평론가 사이먼 레이놀즈는 2006년 "이 '유령화된' 음악은 장르, 신, 심지어는 네트워크를 구성하지도 않는다. [...] 경계가 있는 스타일이라기보단 하나의 풍이나 분위기에 가깝다"라고 말했으나, 2017년에는 "썩어가는 기억과 잃어버린 미래에 대한 아이디어에 집착하는 섬뜩한 일렉트로닉의 영국의 장르"라고 요약했다. 학자 애덤 하퍼는 2009년 블로그를 통해 혼톨로지는 "예술이나 음악의 장르가 아니라 미적 효과, 예술을 읽고 감상하는 방법"이라고 설명했다.
혼톨로지 음악은 1940년대부터 1970년대까지의 라이브러리 음악, 영화 및 텔레비전의 사운드트랙, 교육용 음악, BBC 라디오포닉 워크숍의 음향 실험, 전자 음악이나 민속 음악에 대한 소스를 포함해 일반적으로 대중 음악의 정의 밖에 있는 다양한 전후 문화의 요소를 사용한다. 다른 영향으로는 구체 음악 작곡가와 조 믹의 음반 《I Hear a New World》, 사이키델리아 등이 있다. 이 외에도 교과서의 그래픽 디자인, 퍼블릭 릴레이션스 포스터 등을 포함한 초기 시각적 요소의 차용도 중요하다.

## 어원
혼톨로지라는 용어는 프랑스의 철학자 자크 데리다의 1993년 저서 《마르크스의 유령들》에서 카를 마르크스의 아이디어가 "무덤 너머에서 서구 사회를 괴롭히는" 경향으로 인식되는 것에 대한 포스트 마르크스주의 이해의 용어로 처음 사용되었다.